# Bleiblockausbauchung
Der Bleiblocktest ist ein empirischer Vergleichstest zur Beurteilung der Explosivkraft explosionsfähiger Stoffe. Messgröße ist die Bleiblockausbauchung nach der Explosion einer Probe im Inneren eines zylindrischen Bleiblocks.

## Geschichte

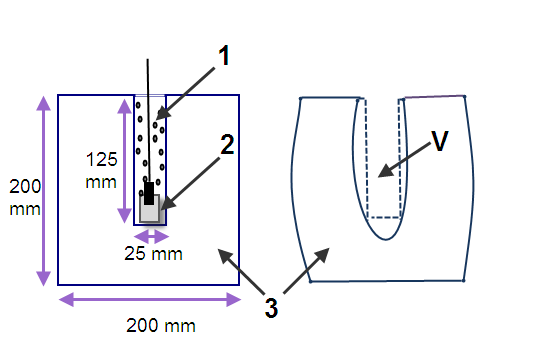
Bleiblock vor und nach der Prüfung (1 – Sand, 2 – Probe mit Zünder, 3 – Bleiblock, V – Volumen)

Die Prüfmethode wurde 1885 vom Chemiker Isidor Trauzl entwickelt, der sich als österreichischer Offizier und später mit Alfred Nobel mit der Untersuchung von Sprengstoffen beschäftigte. Eine erste internationale Standardisierung wurde im Jahr 1903 vorgeschlagen. Später wurde neben der Verwendung des zylinderförmigen Bleiblocks auch ein kugelförmiger Bleikörper vorgeschlagen. Der heutige, als BAM-Bleiblockprüfung bezeichnete Test beruht im Wesentlichen auf den 1961 von den Bundesanstalt für Materialforschung und -prüfung beschriebenen Prüfbedingungen. Als Vergleichssubstanz der Prüfung wurde wasserfreie Pikrinsäure empfohlen.

## Prüfung

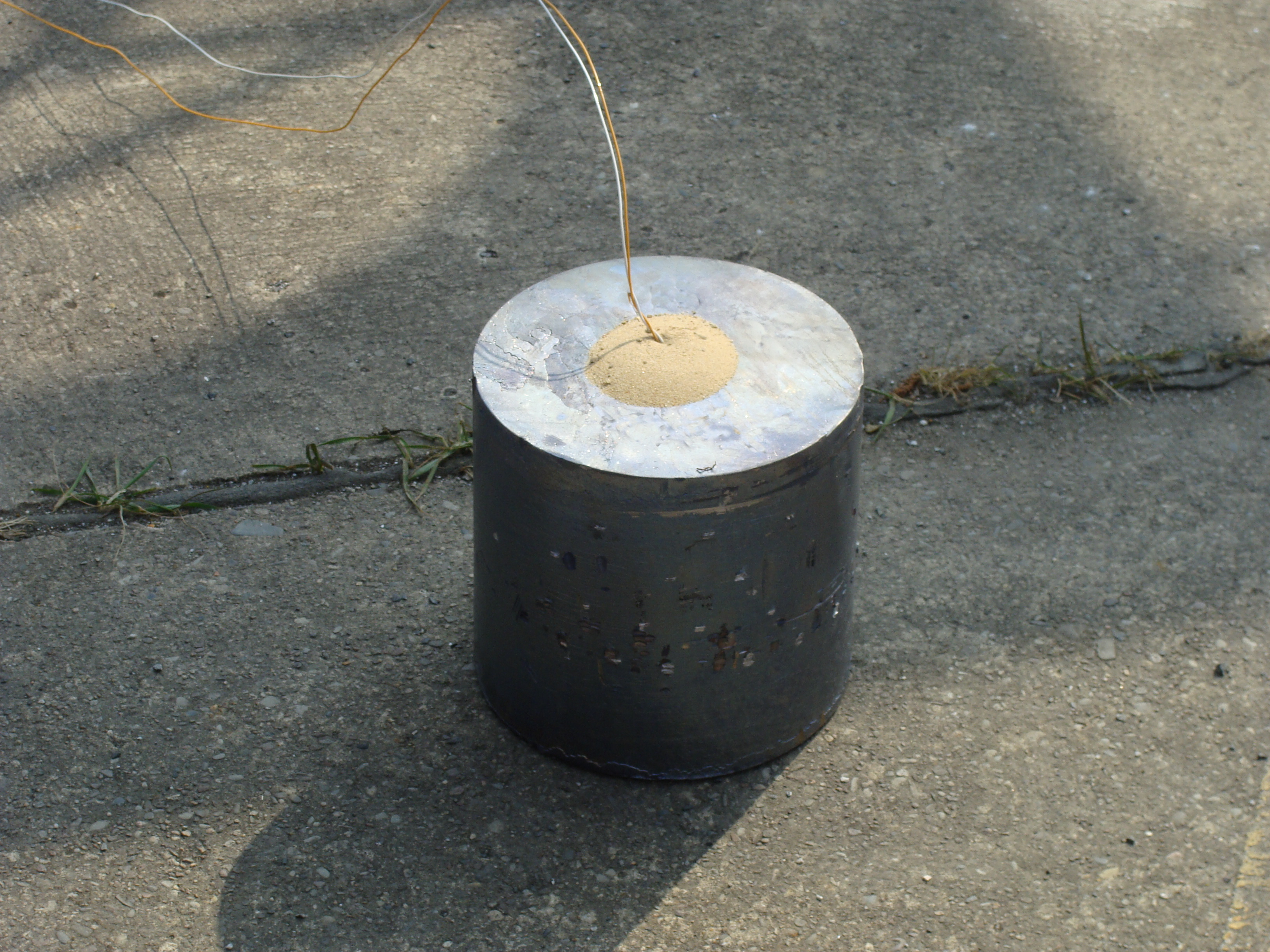
Testanordnung

Die Prüfung gibt an, um wie viel sich das Volumen eines vordefinierten Hohlraums in einem Bleiblock (Zylinder) von 200 mm Durchmesser und 200 mm Höhe beim Zünden einer definierten Menge einer Prüfsubstanz vergrößert. Dazu werden 10 g der Prüfsubstanz in einer Bohrung von 125 mm Tiefe und 25 mm Durchmesser (Volumen vor der Sprengung 61,4 cm3) mit Quarzsand verdämmt und danach mit einer definierten Sprengkapsel gezündet. Nach Säuberung der Bohrung wird das entstandene Volumen mit Wasser ausgemessen. Die Maßeinheit ist cm3/g. Da bei der Prüfung eine Probemenge von 10 g eingesetzt wird, werden in der Literatur oft die Werte in cm3 für 10 g angegeben.
Der BAM-Bleiblocktest ist als Test F.3 Teil des Prüfschemas zur Klassifizierung von selbstzersetzlichen Stoffen der Klasse 4.1 und organischen Peroxiden der Klasse 5.2 im Sinne der Gefahrgutvorschriften. Ein modifizierter Bleiblocktest F.4 wird mit einem Bleiblock mit veränderter Geometrie durchgeführt. Weitere Prüfungen zur Beurteilung der Explosivkraft sind die ballistischen Mörsertests F.1 und F.2.
Weitere Vergleichskriterien sind das TNT-Äquivalent sowie der Sand-Test.

## Berechnungsmethoden
Es existieren Arbeiten, die gemessene Bleiblockausbauchungen ΔVTrauzl mit der Summenformel und Stoffeigenschaften korrelieren. Bei einer Auswertung der Bleiblockausbauchungen von 70 Stoffen des Typs CaHbNcOd und Einbeziehung der Molmasse M und der Bildungsenthalpie ΔfH0 für die Gasphase konnte eine Funktion mit
{\displaystyle {\text{(1)}}\qquad \Delta V_{\text{Trauzl}}=c_{0}+c_{1}{\frac {a}{M}}+c_{2}{\frac {c}{M}}+c_{3}{\frac {\Delta _{f}H^{\circ }}{M}}\qquad {\text{mit}}\qquad {\begin{cases}c_{0}=1390\\c_{1}=-23881\\c_{2}=-26528\\c_{3}=114{,}18~\end{cases}}}
gefunden werden. Eine ähnliche Korrelation ergab sich aus einer Auswertung der Bleiblockausbauchungen von 72 Stoffen und 11 Gemischen des Typs CaHbNcOd nur basierend auf der Summenformel und Einbeziehung von Korrekturfaktoren V+ bzw. V− für verschiedene Substitutionstypen, die die Werte erhöhen bzw. erniedrigen. Die gefundene Korrelation lautet:
{\displaystyle {\text{(2)}}\qquad \Delta V_{\text{Trauzl}}=c_{0}+c_{1}{\frac {a}{d}}+c_{2}{\frac {b}{d}}+c_{3}V^{+}+c_{4}V^{-}\qquad {\text{mit}}\qquad {\begin{cases}c_{0}=578{,}8~\\c_{1}=-175{,}4~\\c_{2}=-88{,}88~\\c_{3}=140{,}3~\\c_{4}=-122{,}4~\end{cases}}}
| Strukturelement            | V+ (cm3) | V− (cm3) |
| -------------------------- | -------- | -------- |
| R-(ONO2)x für x = 1, 2     | 1,0      | 0        |
| R-(ONO2)x für x > 2        | 0,5      | 0        |
| R-(NNO2)x für x = 1, 2, …  | 0,5      | 0        |
| Ph-(NO2)x für x = 1, 2     | 0,5      | 0        |
| H2N-C(=O)-NH-R             | 0        | 1,0·x    |
| Ph-(OH)x oder Ph-(ONH4)x   | 0        | 0,5 · x  |
| Ph-(NH2)x oder Ph-(NHR)x   | 0        | 0,4 · x  |
| Ph-(OR)x                   | 0        | 0,2 · x  |
| Ph-(COOH)x oder Ph-(ONH4)x | 0        | 0,9 · x  |

Ph – Phenylgruppe,
R – Rest des organischen Moleküls

## Beispiele
Sprengkraft chemischer Sprengstoffe und Sprengstoffgemische anhand ihrer Bleiblockausbauchung:
| Stoff               | Messwert | Berechnung nach Gleichung (1) | Berechnung nach Gleichung (2) |
| ------------------- | -------- | ----------------------------- | ----------------------------- |
| Acetonperoxid       | 25,0     |                               |                               |
| Chloratsprengstoffe | 22–29    |                               |                               |
| Hexogen (T4)        | 48,0     |                               |                               |
| HMTD                | 33,0     | 37,1                          |                               |
| Oktogen (HMX)       | 48,0     | 44,0                          | 47,2                          |
| Nitroglycerin       | 52,0     | 55,8                          | 54,1                          |
| PETN/Nitropenta     | 52,3     | 51,4                          | 51,7                          |
| Pikrinsäure         | 31,5     | 34,1                          | 32,9                          |
| TNT                 | 30,0     | 30,0                          | 30,0                          |
| Dipikryloxid        | 37,3     | 36,2                          | 39,0                          |
| Dipikrylamin        | 32,5     | 35,6                          | 31,7                          |
| HNS                 | 30,1     | 32,8                          | 33,0                          |